# R-Truth

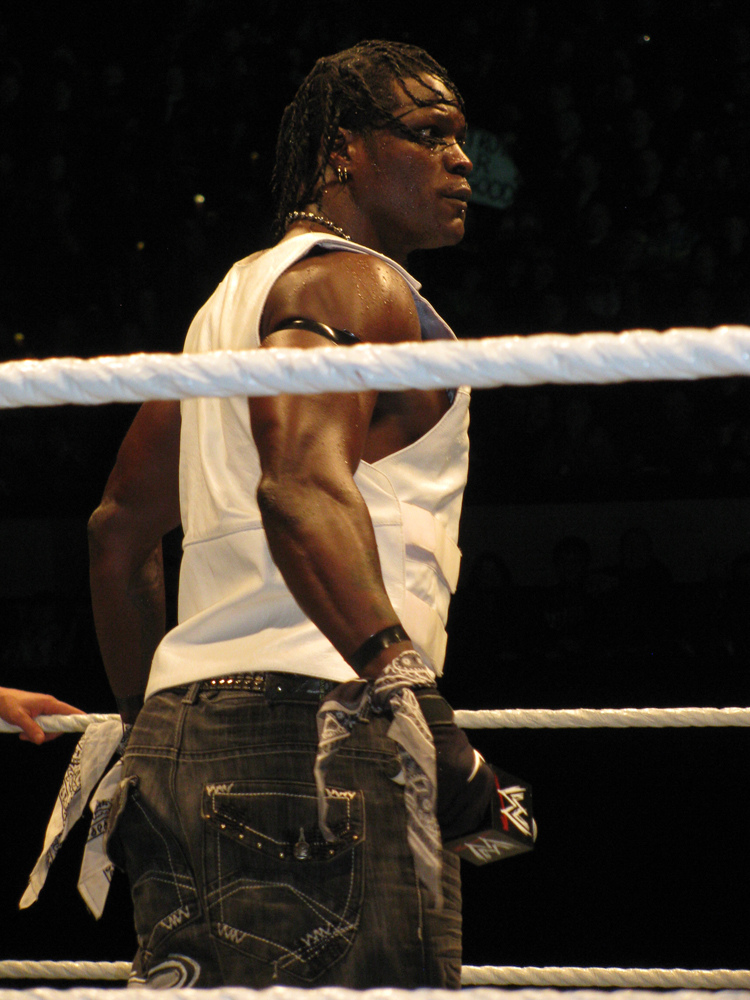
R-Truth

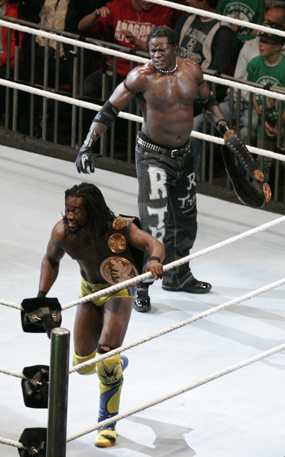
R-Truth、科菲·京斯頓與WWE雙打冠軍腰帶

R-Truth（1972年1月19日—），本名羅尼·艾倫·克林斯（英語：Ronnie Aaron Killings），是世界摔角娛樂（WWE）旗下職業摔角選手，並在世界摔角娛樂節目WWE Raw中亮相。
在R-Truth的摔角事業中，R-Truth曾是2次WWE美國冠軍（2019年1月29日）、1次WWE雙打冠軍（與科菲·京斯頓），2次WWE硬蕊冠軍及53次WWE 24/7 冠军。